# Nicolas Duvoux
 (février 2022).
Nicolas Duvoux est un sociologue français travaillant sur les inégalités sociales.

## Formation et carrière académique
Après des classes préparatoires aux lycées La Bruyère de Versailles et Henri IV à Paris, Nicolas Duvoux réalise une maîtrise de philosophie sur « Spinoza et Rousseau : la norme et l’existant » sous la direction d’Étienne Balibar (2002) à Paris Nanterre. Il entre ensuite en DEA d’études politiques à l’EHESS et travaille sur « la notion de contrat dans le droit social » sous la direction de Pierre Rosanvallon (2003). Il effectue sa thèse à l’EHESS sur « l’injonction à l’autonomie. Sociologie des politiques d’insertion » (2008) avec Serge Paugam avec qui il co-rédige, pendant sa thèse, un ouvrage de dialogue,.
Il est recruté comme maître de conférences en sociologie à l’Université Paris-Descartes et rattaché au Centre d’études et de recherches sur les liens sociaux à partir de 2009. Il collabore ensuite avec le Laboratoire interdisciplinaire d’évaluation des politiques publiques de Sciences Po. À partir de 2015, il devient professeur de sociologie à l’Université Paris 8, rattaché au CRESPPA (Centre de recherches sociologiques et politiques de Paris, Unité mixte de recherche 7217 du CNRS) au sein de l’équipe LabTop (Laboratoire des théories du politique).

## Recherche
Sur la dynamique de l’action publique et des rapports sociaux, il développe une réflexion sur la place des politiques de solidarité dans le système de protection sociale. Au moment de la réforme du RMI et de la création du RSA, il coordonne une « coalition de cause scientifique critique » du tournant vers l’activation de la protection sociale.
Visiting Scholar au département de sociologie de l’Université Harvard en 2012-2013, il rédige son Habilitation à diriger des recherches (avec Olivier Schwartz comme garant) à partir d’une enquête ethnographique réalisée à Boston sur plusieurs associations et fondations philanthropiques. Après avoir enseigné sur à l’EHESS (2007-2013), il s’intéresse aux enjeux du réinvestissement de la culture dans les sciences sociales et l’étude de la pauvreté, aux États-Unis, mais aussi en France. Présentée dans le livre Les oubliés du rêve américain,,, la recherche ethnographique menée à Boston donne lieu à plusieurs articles qui abordent la question du genre, des émotions dans la recherche ethnographique et des enjeux pour l’action publique en comparaison internationale[source secondaire nécessaire].
Il mène des enquêtes auprès de différentes fondations et crée, en 2019, le Philanthropy and Social Sciences Program[source secondaire nécessaire] en partenariat avec la Fondation de France, la Fondation Caritas France, la Fondation Daniel et Nina Carasso et le Philab du Québec.
En 2017, il rédige un ouvrage de synthèse sur les inégalités sociales, dans la collection Que sais-je ? des Presses universitaires de France. Les mérites de ce livre sont salués : « la qualité et le volume des informations fournies dans ce volume de 126 pages sont tout à fait impressionnants. ».
À la suite de ce travail, il développe une approche quantitative de la stratification et des inégalités. En collaboration avec Adrien Papuchon, il réinvestit notamment les travaux de Pierre Bourdieu sur l’Algérie et en particulier l’article « Avenir de classe et causalité du probable » pour renouveler la compréhension de la structure sociale. Les variables subjectives sont considérées comme des indicateurs synthétiques de la position sociale et comme étant en relation étroite avec la position objective, tant du point de vue des ressources économiques et sociales. La projection temporelle dans l’avenir constituant un point d’ancrage empirique pour enrichir l’analyse des données en coupe transversale. L’article « Qui se sent pauvre en France ? Pauvreté subjective et insécurité sociale » paru en 2018 dans la Revue Française de Sociologie a fait l’objet d’un débat dans cette revue en 2020,,. L’analyse s’est ensuite déployée dans un renouvellement de la sociologie des inégalités en réintégrant la question de la temporalité à partir de la prise en compte de la propriété dans la structure des classes sociales. Elle est complétée par le développement d’analyses longitudinales coordonnées au sein du Ministère des Solidarités et de la Santé à partir de 2019.
En 2020, il s'associe à Nadège Vézinat  et rédige un rapport sur une expérimentation sociale, le projet des « plombiers du numérique ». Visant les jeunes "NEET" parmi les plus précaires et les moins protégés par les institutions, il cherche à les mener à l'emploi par une formation non-qualifiante, non-diplômante, non-certifiante de 4 mois.

## Édition et direction scientifique
Nicolas Duvoux est l'un des rédacteurs en chef de la revue La Vie des idées depuis 2007. Il est directeur de la collection de livres La Vie des idées/Presses universitaires de France depuis 2017. Éditeur aux Presses universitaires de France, il y publie des recherches en sociologie et en science politique.
Il est, depuis 2019, directeur du Philanthropy and Social Sciences Program, créé au sein du CRESPPA, un programme qui vise à fédérer, en collaboration étroite avec les acteurs du secteur, les recherches pluridisciplinaires en sciences humaines et sociales sur la philanthropie. Le programme conduit des séries de conférences et de publications, sous forme de Working Papers.

## Évaluation de politiques publiques
Depuis ses premiers travaux sur les politiques d’insertion, Nicolas Duvoux a été impliqué dans des activités d’évaluation de politiques publiques, à différents niveaux. Membre du comité national d’évaluation du RSA (2009-2011), il a été nommé personnalité qualifiée au titre des membres du collège universitaire de l’Observatoire national de la pauvreté et de l'exclusion sociale (2014-2020). À la suite de la fusion de cet organisme avec le Conseil national de lutte contre l’exclusion, il intègre ce dernier organisme à partir de 2020.
En 2016-2017, il a fait partie du comité de pilotage du séminaire partenarial, « L’investissement social, quelle stratégie pour la France ? ». En 2018, il a été Président du Comité d’évaluation du Fonds d’Appui aux Politiques d’Insertion. Au sein de l’ONPES, il a animé le séminaire « Trajectoires et parcours des personnes en situation de pauvreté et d’exclusion sociale » et coordonné le programme scientifique de l’organisme sur la question des trajectoires et parcours. Il est également membre du Comité d’évaluation de la stratégie de prévention et de lutte contre la pauvreté à France Stratégie (depuis 2019) et du Comité d’évaluation du RSA de la Cour des comptes (depuis 2020).
Il a été nommé en janvier 2021 président du comité scientifique du Conseil national des politiques de lutte contre la pauvreté et l’exclusion, instance rattachée aux services du Premier ministre. Il a dirigé le rapport au Premier ministre : La pauvreté démultipliée.

## Distinctions
Sa thèse a été récompensée par le premier prix de recherche de la Fondation Caritas France à l’Institut de France (2010).
Nicolas Duvoux a reçu le premier prix de recherche senior de la Fondation Croix-Rouge à l'Institut de France (2015).